# Charles Melton
Charles Michael Melton (Juneau, 4 gennaio 1991) è un attore statunitense.
È noto per aver interpretato Reginald "Reggie" Mantle nella serie televisiva Riverdale (2017-2023). Ha in seguito ricevuto il plauso della critica per la sua interpretazione di Joe Yoo nel film May December (2023), per il quale ha ricevuto la sua prima candidatura al Critics Choice Award e al Golden Globe nella sezione migliore attore non protagonista.

## Biografia
Charles è nato a Juneau, in Alaska da Sukyong e Phil Melton. È cresciuto a Manhattan, nel Kansas. Sua madre è coreana e suo padre è europeo-americano. Ha una sorella di nome Tammie. Charles ha studiato all'Università statale del Kansas, dove ha giocato con la squadra di football. Ha abbandonato il college dopo due anni per perseguire la recitazione.

## Carriera
Nel 2017 si è unito al cast della serie Riverdale nel ruolo di Reggie Mantle nella seconda stagione (ha sostituito Ross Butler che aveva lasciato lo show). Dopo essere stato un personaggio ricorrente nella seconda stagione, Melton è diventato ufficialmente un regular della serie Riverdale a partire dalla terza stagione.
Nel 2018, è stato scelto come protagonista maschile nel film Il sole è anche una stella, l'adattamento cinematografico del libro omonimo scritto da Nicola Yoon.
Nel giugno 2018, Melton è stato coinvolto in una polemica sui tweet che aveva scritto nel 2011 e nel 2012 contro le persone in sovrappeso. Si è scusato pubblicamente dopo aver reso il suo account privato.
Nel 2019 recita nell'ultimo capitolo di Bad Boys, Bad Boys for Life, distribuito il 17 gennaio 2020.
Nel 2023 recita nel film May December di Todd Haynes e per la sua interpretazione vince il Gotham Independent Film Award e il New York Film Critics Circle Award al miglior attore non protagonista.

## Vita privata
Dal 2018 al 2019 e di nuovo dalla fine del 2021 alla metà del 2022, ha avuto una relazione con l’attrice Camila Mendes.

## Filmografia

### Cinema
- The Thinning: New World Order, regia di Michael J. Gallagher (2018)
- Il sole è anche una stella (The Sun Is Also a Star), regia di Ry Russo-Young (2019)
- Bad Boys for Life, regia di Adil El Arbi e Bilall Fallah (2020)
- Nessuno di speciale (Mainstream), regia di Gia Coppola (2020)
- Swing - Cuore da campioni, regia di Michael Mailer (2021)
- La gang dei supereroi (Secret Headquarters), regia di Henry Joost e Ariel Schulman (2022)
- May December, regia di Todd Haynes (2023)
- Warfare - Tempo di guerra (Warfare), regia di Alex Garland e Ray Mendoza (2025)

### Televisione
- Glee – serie TV, episodio 5x14 (2014)
- American Horror Story – serie TV, episodi 5x06, 5x12 (2015-2016)
- Riverdale – serie TV (2017-2023)
- American Horror Stories – serie TV, episodio 1x04 (2021)

### Videoclip
- Break Up with Your Girlfriend, I'm Bored di Ariana Grande, regia di Hannah Lux Davis (2019)
- Love Hangover di Jennie, regia di Bradley & Pablo (2025)

## Riconoscimenti
- Golden Globe
  - 2024 – Candidatura per il miglior attore non protagonista per May December
- Chicago Film Critics Association Awards
  - 2023 – Miglior attore non protagonista per May December
  - 2023 – Miglior performance rivelazione per May December
- Critics' Choice Awards
  - 2024 – Candidatura per il miglior attore non protagonista per May December
- Gotham Independent Film Awards
  - 2023 – Miglior interpretazione non protagonista per May December
- London Critics Circle Film Awards[7]
  - 2024 – Attore non protagonista dell'anno per May December
- National Society of Film Critics Award[8]
  - 2024 – Miglior attore non protagonista per May December
- New York Film Critics Circle Awards
  - 2023 – Miglior attore non protagonista per May December
- Independent Spirit Awards
  - 2023 – Candidatura per la miglior interpretazione non protagonista per May December

## Doppiatori italiani
Nelle versioni in italiano delle opere in cui ha recitato, Charles Melton è stato doppiato da:
- Emanuele Ruzza in Il sole è anche una stella, Bad Boys for Life, La pazza storia del mondo, Parte II, May December, Bad Boys: Ride or Die
- Massimo Triggiani in Riverdale